# Kayu Ara Sakti
Kayu Ara Sakti is een bestuurslaag in het regentschap Muara Enim van de provincie Zuid-Sumatra, Indonesië. Kayu Ara Sakti telt 921 inwoners (volkstelling 2010).